# Rúsdrekkasøla Landsins
Rúsdrekkasøla Landsins, ofta kallat Rúsdrekkasølan eller Rúsan i folkmun, är det färöiska alkoholmonopolet. Det finns totalt åtta butiker utspridda på öarna. Förutom butiken i huvudstaden Torshamn finns även butiker i Klaksvík, Miðvágur, Saltangará, Trongisvágur, Sandur, Norðskáli och Vestmanna. Samtliga butiker har öppet måndag till lördag, med undantag av butiken i Vestmanna som endast har öppet Tors-lördag. Fram till 2016 hade butikerna endast öppet på vardagar, men från och med den 11 juni 2016 har samtliga butiker även lördagsöppet. Åldersgränsen för att få inhandla alkohol är 18 år.
Rúsdrekkasølan har funnits sedan 1992. Innan dess rådde alkoholförbud på Färöarna.
Färöarna har den lägsta alkoholkonsumtionen bland de nordiska länderna med alkoholmonopol. Den genomsnittliga färingen över 15 år intar 7,8 liter alkohol årligen. Motsvarande siffra för Finland är 12,6 liter, Island 8,3 liter, Norge 8,2 liter och Sverige 9,8 liter.